# Orophaca sericea
Orophaca sericea är en ärtväxtart som först beskrevs av John Torrey och Asa Gray, och fick sitt nu gällande namn av Nathaniel Lord Britton. Orophaca sericea ingår i släktet Orophaca och familjen ärtväxter. Inga underarter finns listade i Catalogue of Life.